# Exercises
Exercises je druhé studiové album skotské rockové hudební skupiny Nazareth, vydané v létě roku 1972.
I když je hudba skupiny popisována jako „blues-tinged hard rock“ (CD liner notes), tato deska je poměrně daleko od standardnějších chodů kapely. Obsahuje řadu akustických aranží, několik písní s orchestrálními strunami a tradiční skotské nádechy. Závěrečné „1692 (Glen Coe Massacre)“ je o skutečném incidentu ve skotské historii, konkrétně o masakru v Glencoe. Album je významné i pro produkci Roye Thomase Bakera – teprve jeho třetí projekt a dlouho před jeho průlomovými díly s Queen v polovině sedmdesátých let – a jeho podivně 'novou vlnu' cover-art (navržený CCS Associates). Raná verze písně „Woke Up This Morning“ také vystupuje na Side 1. Na albu nebyly žádné cover verze: až jejich desátým studiovým albem No Mean City vzniklo další album, které zcela napsali členové kapely.

## Seznam skladeb
1. strana
| 1. | "I Will Not Be Led"    | 3:03 |
| 2. | "Cat's Eye, Apple Pie" | 3:04 |
| 3. | "In My Time"           | 3:28 |
| 4. | "Woke Up This Morning" | 3:09 |
| 5. | "Called Her Name"      | 4:32 |

2. strana
| 6.  | "Fool About You"          | 2:47 |
| 7.  | "Love Now You're Gone"    | 2:25 |
| 8.  | "Madelaine"               | 5:54 |
| 9.  | "Sad Song"                | 2:13 |
| 10. | "1692 (Glencoe Massacre)" | 3:59 |

## Sestava
- Dan McCafferty – zpěv
- Darrell Sweet – bicí, doprovodný zpěv
- Pete Agnew – baskytara, akustická kytara, doprovodný zpěv
- Manny Charlton – kytara, 12strunná kytara, doprovodný zpěv

Další hudebníci:
- David Hentschel – syntezátor (A4, B2, B5)
- Jedd Lander – dudy (B5), harmonika (A2, B1)
- Colin Frechter – smyčcové aranžmá (A1, B4, B5)